# ابن السكن
أبو علي سعيد بن عثمان بن سعيد بن السكن بن سعيد ابن مصعب بن رستم بن برثنة بن كسرى أنو شروان والمشهور بـ ابن السكن (294 هـ - 353 هـ) من رواة الحديث عند أهل السنة والجماعة.

## ثناء العلماء عليه
اثنى ابن حزم على كتابه الصحيح المنتقى.
قال عنه الذهبي: «الإمام، الحافظ، الحجّة، المجود الكبير»، وقال عنه أيضاُ: «عني بهذا الشأن وجمع وصنف، وكان كبير الشأن، مكثراً متقناً، مصنفاً، بعيد الصيت، له تجارة في البز».

## رحلاته
كان كثير الترحال في طلب الحديث، فرحل إلى الشام والجزيرة والعراق وخراسان وما وراء النهر، وسمع بكل منها عدداً من الشيوخ، وكانت له تجارة في «البز» يتكسب منها، ويستعين بها على سعة الرحلة، حتى اشتهر بها فقيل له البزاز، ثم نزل مصر وسكن بها. وكان أول من جلب صحيح البخاري إلى مصر، وحدث به.

## شيوخه ومن روى عنهم
سمع ابن السكن الحديث من أبو القاسم البغوي، والفربري، وسعيد بن عبد العزيز الحلبي، وابن جوصا، وأبو عروبة الحراني، وعلي بن أحمد بن علان، وأبو جعفر الطحاوي، ومكي بن عبدان، ومحمد بن خريم، وسعيد بن هاشم الطبراني، ومحمد بن أيوب الصموت، ويحيى بن محمد بن صاعد، وأبو بكر بن أبي داود، ومحمد بن منصور الشعبي، وعلي بن عبد الله بن مبشر، وأبو العباس بن عقدة، وعمر بن أحمد الجوهري، وأبو العباس الدغولي، ووأبو حامد بن الشرقي وغيرهم.

## تلامذته ومن روى عنه
وروى عنه ابن منده، وعبد الغني بن سعيد، وعلي بن محمد الدقاق، وعلي بن نصر البرنيقي، وأبو سليمان بن زبر الربعي، وعبد الغني بن سعيد الازدي، وخلف بن القاسم بن سهل الأندلسي، وعبد الله بن محمد بن أسد القُرْطبي، والقاضي محمد بن أحمد بن مفرِّج، وأبو جعفر بن عَوْن الله، وعبد الرحمن بن عمر بن النحاس، وغيرهم.

## مصنفاته
- صحيح ابن السكن. وهو أحد كتب الصِّحاح، التي اشترط مؤلفوها جمع الأحاديث الصحيحة مجردةً عن غيرها، كـ صحيح البخاري وصحيح مسلم وصحيح ابن خزيمة وصحيح ابن حبان وغيرها.
- الحروف في معرفة الصحابة.

## وفاته
توفي بـمصر في المحرم من عام 353 هـ.